# Andrezieux Challenger 2004
L'Andrezieux Challenger 2004 è stato un torneo di tennis facente parte della categoria ATP Challenger Series nell'ambito dell'ATP Challenger Series 2004. Il torneo si è giocato a Andrezieux in Francia dal 16 al 22 febbraio 2004 su campi in cemento indoor.

## Vincitori

### Singolare
Julien Benneteau ha battuto in finale  Dick Norman con il punteggio di 6(8)–7, 7–6(5), 7–6(5)

### Doppio
Yves Allegro /  Jean-François Bachelot hanno battuto in finale  Alexander Peya /  Rogier Wassen con il punteggio di 6–4, 5–7, 6–4